# Knoten Stockerau
Het Knoten Stockerau is een snelwegknooppunt in de Oostenrijkse deelstaat Neder-Oostenrijk. Op dit knooppunt bij de stad Stockerau verbindt (A22), de (S3) en de (S5) met elkaar.

## Bouwvorm
Het knooppunt is een trompetknooppunt.